# Anabarilius alburnops
Anabarilius alburnops is een straalvinnige vissensoort uit de familie van de eigenlijke karpers (Cyprinidae). De wetenschappelijke naam van de soort is voor het eerst geldig gepubliceerd in 1914 door Regan.